# Radioactive (Rita Ora)
Radioactive è un singolo della cantante britannica Rita Ora, il quarto estratto dal suo album di debutto Ora. Il singolo è stato pubblicato l'11 febbraio 2013 per il download digitale. Il brano è stato scritto da Sia e Greg Kurstin, il quale l'ha anche prodotto.

## Il brano
Il 15 luglio 2012 è stato annunciato che Rita Ora avrebbe lanciato Radioactive come terzo singolo per il mercato nordamericano. Nel novembre 2012 è stato invece annunciato che sarebbe stato lanciato come quarto singolo della cantante per il Regno Unito.
Il brano è un uptempo effervescente dal ritornello esplosivo.

## Critica
Il brano è stato lodato dalla critica. Scott Kara di The New Zealand Herald, nella sua recensione di Ora, l'ha definita una delle perle dell'album

## Video musicale
Il video realizzato per il singolo, diretto da Syndrome, è arrivato sul canale VEVO della cantante il 10 dicembre 2012. Il video è immerso in uno scenario postapocalittico con Rita Ora che incarna una superstite in una nuova galassia tecnologica e misteriosa. Il video ha avuto oltre 13 milioni di visualizzazioni su YouTube.

## Classifiche
| Classifica (2013) | Posizione massima |
| ----------------- | ----------------- |
| Albania           | 1                 |
| Australia         | 23                |
| Irlanda           | 30                |
| Regno Unito       | 18                |